# حمام تاج‌آباد
حمام تاج آّباد مربوط به دوره صفوی است و در شهرستان نطنز، بخش مرکزی، دهستان کرکس، ابتدای روستای تاج‌آباد، در فاصله اندکی از اتوبان اصفهان به نطنز واقع شده و این اثر در تاریخ ۲۲ آبان ۱۳۸۶ با شمارهٔ ثبت ۲۰۰۱۸ به‌عنوان یکی از آثار ملی ایران به ثبت رسیده است.